# Kozmičke zrake
Kozmičke zrake ili kozmičko zračenje je zračenje visoke energije koje dopire na Zemlju iz svemira. 
Još početkom 20. stoljeća je opaženo da se nabijeni elektroskopi nakon nekog vremena sami od sebe izbijaju čak i onda kada su smješteni u hermetički zatvorenu posudu. 
Isprva se vjerovalo da je izbijanje posljedica ionizacije zraka, koja potječe od zračenja radioaktivnih tvari u Zemlji. No, ubrzo se pokazalo da ta ionizacija ne opada s porastom visine, nego, naprotiv, neznatno raste. 
Na osnovi pokusa američkog fizičara austrijskoga podrijetla Victora Hessa, s ionizacijskim komorama koje su balonima bile podizane u vis, postavljena je teorija da zračenje koje uzrokuje ionizaciju potječe iz svemira, jer je utvrđeno da ne može dolaziti sa Sunca, jer se ionizacija nije promijenila za vrijeme potpune Sunčeve pomrčine 1912. Istraživanja u narednim godinama su pokazala da je kozmičko zračenje izvanredno prodorno i da se djelomično sastoji od električki nabijenih čestica. S obzirom na to da na kozmičke zrake djeluje Zemljino magnetsko polje, one se gibaju zavojito i nije moguće odrediti odakle dolaze (ishodište nastajanja).
Izrazito brzi razvoj tehnike i instrumenata nakon Drugog svjetskog rata (usavršeni detektori, radio teleskopi, baloni i sateliti, elektronski uređaji) omogućio je daljnje istraživanje kozmičkoga zračenja. Pritom su se prvenstveno proučavali uvjeti stvaranja primarnoga zračenja tako visoke energije i visokoenergetski subatomski procesi, od kojih su mnogi prvi put opaženi upravo kod kozmičkoga zračenja. Međutim, podrijetlo kozmičkoga zračenja nije do danas potpuno razjašnjeno.
Kozmičko zračenje dijeli se na primarno i sekundarno. Primarno zračenje, koje dolazi iz svemira do Zemljine atmosfere, sastoji se od atomskih jezgara. Većinu (oko 90%) čine protoni, zatim (oko 10%) helijeve jezgre, a tek neznatan dio ostale lake atomske jezgre elemenata do, uključivo, željeza. Energija primarnoga zračenja doseže i do 1018 eV. Sekundarno kozmičko zračenje nastaje sudarom primarnoga zračenja s jezgrama koje se nalaze u atmosferi. Takvim sudarima stvaraju se mezoni, hiperoni i različiti nuklearni djelići (fragmenti), pa i radioizotopi elemenata, na primjer ugljikov radioizotop 14C, nastao od dušika 14N (radioizotopno datiranje). Nabijeni π-mezoni pretvaraju se u stabilnije μ-mezone, koji čine glavninu sekundarnoga zračenja opaženoga na Zemljinoj površini. Neutralni π-mezoni pretvaraju se u γ-zrake, koje mogu dalje proizvesti parove elektron-pozitron, a ovi opet stvaraju nove visokoenergetske fotone, koji su izvor daljnjih parova elektron-pozitron. Tako nastaju kaskadne reakcije, koje su izvor takozvanih pljuskova kozmičkih zraka, koje je prvi opisao talijanski fizičar Bruno Rossi.

## Objašnjenje
Stavimo li negdje izvan zgrade na otvorenom prostoru nabijeni elektroskop, on će se nakon izvjesnog vremena sam od sebe isprazniti. Čak i onda kad se nabijeni elektroskop stavi u posudu od olova, on će se poslije nekog vremena sam od sebe isprazniti. Iz toga se zaključuje da ionizaciju zraka, zbog koje se elektroskop isprazni, izazivaju neke vrlo prodorne zrake koje potječu iz svemira, pa se po tome nazivaju kozmičkim zrakama. Da bi se utvrdilo porijeklo tih zraka, vršeni su pokusi u moru, zraku i na kopnu. Pokusi su pokazali da je ionizacija zraka to veća što je veća nadmorska visina iznad površine Zemlje. To je bila potvrda da te zrake potječu iz svemira. Ustanovilo se da jakost (intenzitet) kozmičkih zraka na površini Zemlje ovisi o zemljopisnoj širini, da je količina tih zraka najmanja na ekvatoru i da raste prema većim zemljopisnim širinama (prema polovima Zemlje, Sjeverni i Južni pol). To se tumači utjecajem geomagnetskog polja na električki nabijene čestice kozmičkog zračenja. Ispitivanjem tih zraka se ustanovilo da u njima ima pozitivno i negativno nabijenih čestica i da su one materijalne zrake, to jest da su sastavljene od sitnih čestica koje nose električni naboj.
Danas se pretpostavlja da kozmičke zrake nastaju pri velikim promjenama elektromagnetskih polja Sunca i zvijezda kao posljedica snažnih erupcija. Tako jaka polja daju električki nabijenim česticama koje se stvaraju kod erupcija, brzine, približno jednake brzini svjetlosti, pa čestice odlete u svemir. Energija kozmičkih zraka dostiže do 1016 eV. Zbog te energije kozmičke zrake imaju veliku prodornost.
Pozitivne čestice u kozmičkim zrakama zovu se pozitroni. Kad elektroni i pozitroni u kozmičkim zrakama prolaze kroz prostor, vrše razbijanje atomskih jezgri materije kojom je prostor ispunjen. Kod svakog sudara dolazi do emisije gama-zraka. Gama-zrake šire se dalje u prostor, a kod sudara s atomskom jezgrom nastane jedan par elektron-pozitron. Naime, u kozmičkim zrakama nalaze se fotoni velike energije h∙ν. Energija fotona pretvara se u masu mp pozitrona i masu me elektrona, te je:
{\displaystyle h\cdot \nu =m_{p}\cdot c^{2}+m_{e}\cdot c^{2}}
gdje je mp = me.
Kod prodora kozmičkih zraka kroz olovo utvrđeno je da u njima postoje čestice čija je masa veća od mase elektrona, a manja od mase protona. Te su čestice nazvane mezoni.

### Kozmičke čestice
Kozmičke zrake su energetske električki nabijene subatomske čestice, koje dolaze iz vanjskog svemira i sudaraju se sa Zemljinom atmosferom. One mogu stvoriti sekundarne čestice (spalacija) koje mogu proći Zemljinu površinu, pa i dublje. Kozmičke zrake su iste čestice koje se kao stabilni dijelovi atoma, mogu pronaći na Zemlji: protoni, atomske jezgre ili elektroni. To su slične čestice koje kruže unutar akceleratora čestica, s tom razlikom da su energije kozmičkih zraka veće.
Pojam "zrake" dolazi iz ranih dana istraživanja radijacije, kada se bila koja struja ionizirane radijacije nazivala pod pojmom "zrake". U to vrijeme kada su nazvane kozmičke zrake, još se nije poznavala njihova priroda i pretpostavljalo se da bi mogle biti oblik elektromagnetskog zračenja, kao γ-zrake. Čestice kozmičkih zraka dolaze pojedinačno, ne u obliku zraka – iako jedna čestica može stvoriti “pljusak” puno sekundarnih čestica. Danas se priroda čestica kozmičkih zraka treba naglasiti, tako da bi ispravnije bilo ih zvati kozmičke čestice.
Oko 89% dolazećih kozmičkih zraka su jednostavni protoni (jezgre vodika), 10% su jezgre helija (alfa-čestice) i 1% su teži elementi. Te jezgre vodika i helija čine 99% kozmičkih zraka. Pojedinačni elektroni (poput beta-čestica) čine ostalih 1% galaktičkih kozmičkih zraka – to su kozmičke zrake koje dolaze izvan Sunčevog sustava. Zasad je nepoznato odakle ti elektroni dolaze i zašto imaju ubrzanje manje od atomskih jezgri.
Podrijetlo kozmičkih zraka je različito, jedan dio dolazi od Sunca, kao i od ostalih zvijezda, a drugi dio dolazi od nepoznatih događaja iz najudaljenijih dijelova vidljivog Svemira. Kozmičke zrake imaju energiju veću od 1020 eV, puno veću nego što stvara akcelerator čestica - 1012 do 1013 eV.
Kozmičke zrake imaju najznačajniju ulogu u stvaranju litija, berilija i bora u svemiru, kroz proces koji se zove nukleosinteza. One stvaraju neke radioizotope na Zemlji, kao ugljik-14. U povijesti fizike, značajne su jer uz njihove reakcije došlo se do otkrića pozitrona, miona i piona (pi-mezona). Zračenje kozmičkih zraka je najvećim dijelom sastav prirodnog pozadinskog zračenja na površini Zemlje i jako se teško zaštiti od njega, tako da je to jedan od najvećih problema za međuplanetarna putovanja.

## Sastav
Kozmičke zrake se mogu podijeliti na primarne i sekundarne. Galaktičke kozmičke zrake koje dolaze do Sunčevog sustava su primarni izvor, koje zatim reagiraju s međuzvjezdanom materijom i stvaraju sekundarne kozmičke zrake. Sunce isto emitira niskoenergetske kozmičke zrake, koje su povezane sa Sunčevim bakljama.
Teži elementi kozmičkih zraka, kao što su jezgre ugljika i kisika, sudaraju se s međuzvjezdanom materijom i lome se na lakše jezgre – litij, berilij i bor. Osim toga, još teže jezgre, željezo i nikal, kada se sudaraju s međuzvjezdanom materijom, nastaje skandij, titanij, vanadij i mangan ioni.

### Različite količine kozmičkih zraka
Kada tok kozmičkih zraka ulazi u gornju atmosferu Zemlje, količina dolaska na Zemljinu površinu, ovisi o dvije pojave: Sunčevom vjetru i Zemljinom magnetskom polju. Sunčev vjetar je raspršena magnetizirana plazma, koja dolazi sa Sunca i koja može usporiti dolazeće kozmičke čestice, kao i odbiti neke čestice koje imaju energiju manju od 1 GeV. Količina Sunčevog vjetra je promjenjiva i ovisi o 11 godišnjem Sunčevom ciklusu, tako da za vrijeme Sunčevog maksimuma, najmanja količina kozmičkih zraka dođe do Zemljine površine. Osim toga, Zemljino magnetsko polje odbija i lomi jedan dio kozmičkih zraka, pa tako količina kozmičkih zraka koje padnu na Zemljinu površinu ovisi i o zemljopisnoj širini, zemljopisnoj dužini i kutu azimuta. U smjeru istok-zapad, količina kozmičkih zraka se mijenja zbog polarnosti Zemljinog magnetskog polja. Količina kozmičkih zraka na ekvatoru je manja nego na polovima, zato što je i gustoća magnetskih linija rjeđa na polovima. Treba još napomenuti da se magnetski polovi ne podudaraju sa zemljopisnim polovima (magnetska deklinacija).
Na velikoj udaljenosti od Sunca, otprilike 94 astronomske jedinice, do kuda seže heliosfera, postoji područje do kojeg stiže Sunčev vjetar i s nadzvučne brzine prelazi ispod brzine zvuka, pa se stvara “krajnji udar Sunčevog vjetra”. Između krajnje granice heliosfere, koja se zove heliopauza i “krajnjeg udara Sunčevog vjetra”, nalazi se područje koje se naziva Sunčeva ravnica i ono smanjuje energiju kozmičkih zraka za 90%.

## Otkrivanje
Jezgre atoma koje čine kozmičke zrake, mogu putovati velike udaljenosti do Zemlje, zbog male gustoće materije u svemiru. Jezgre atoma snažno udaraju u jezgre atmosferskih plinova, kada stignu do Zemlje. Ti sudari, koje još zovemo pljusak subatomskih čestica, stvaraju pione (pi-mezone) i K-mezone, nestabilne mezone koji brzo prelaze u mione. Mioni ne reagiraju s atmosferom i dodatno zbog vremenske dilatacije, oni lako stižu do Zemljine površine i čak mogu prodrijeti do unutrašnjosti plitkih rudnika. Mioni predstavljaju ionizirajuće zračenje, pa se lako mogu otkriti s Wilsonovom komorom.
Kozmičke zrake koje se sudaraju izvan Zemljine atmosfere, s elementima težim od vodika i helija, mogu se otkriti s visokoenergetskim emisijama gama-čestica, koristeći teleskope s gama-česticama.
Kozmičke zrake se mogu otkriti ako prolaze kroz detektor čestica, koji se nalaze na satelitima ili balonima na velikim visinama. Detektor čestica se sastoji od dvije ploče polikarbonatske plastike, koje se diretno izlažu kozmičkom zračenju. Nakon povratka u laboratorij, ploče se polijevaju s rastvorom tople natrijeve lužine (NaOH), dok se ne pojave mali stožasti zarezi. Ako se promatra pod mikroskopom, može se utvrditi i električni naboj i energija čestice. Detektor čestica se koristi i kod nuklearne fuzije.

## Međudjelovanje sa Zemljinom atmosferom
Nakon što uđu u Zemljinu atmosferu, kozmičke čestice se sudaraju s molekulama, uglavnom dušikom i kisikom, stvarajući slapove manjih čestica, koje zovemo još pljusak elementarnih čestica. Broj sekundarnih čestica koje nastaju nakon sudara jedne primarne čestice, može biti i na milijarde. Uglavnom nastaju pioni (pi-mezone) i K-mezoni, nestabilni mezoni koji brzo prelaze u mione. 
Kozmičke zrake stalno stvaraju i nestabilne izotope u Zemljinoj atmosferi, kao što je ugljik-14:
{\displaystyle \mathrm {p+^{14}N\rightarrow n+^{14}C} }
Kozmičke zrake drže količinu ugljika-14 u atmosferi uglavnom stalnim (70 tona) u zadnjih 100 000 godina, sve do 1950-ih, kada se započelo s testiranjem nuklearnog oružja. Ta se činjenica koristi u arheologiji, za datiranje ugljikom-14 ili utvrđivanje starosti nekog nalaza.
Produkti reakcije sekundarnih kozmičkih zraka i vijek trajanja:
- tricij (12,3 godine)
- berilij-7 (53,3 dana)
- berilij-10 (1 600 000 godina)
- ugljik-14 (5730 godina)
- natrij-22 (2,6 godina)
- natrij -24 (15 sati)
- magnezij-28 (20,9 sati)
- silicij-31 (2,6 sati)
- silicij -32 (101 godina)
- fosfor-32 (14,3 dana)
- sumpor-35 (87,5 dana)
- sumpor-38 (2,8 sati)
- klor-34 (32 min)
- klor-36 (300 000 godina)
- klor-38 (37,2 min)
- klor-39 (56 min)
- argon-39 (269 godina)
- kripton-85 (10,7 godina)

## Istraživanje i pokusi
Detektori kozmičkih zraka se postavljaju na Zemlji, u svemirskim letjelicama (Voyager 1,Voyager 2, Cassini-Huygens, SOHO) i u balonima.

## Povijesne činjenice
Nakon što je Antoine Henri Becquerel 1896. otkrio radioaktivnost, vjerovalo se da kozmičke zrake dolaze iz zemlje, od zračenja radioaktivnih elemenata kao što je radon. Godine 1909. Theodor Wulf razvio je elektrometar, uređaj koji je mjerio stvaranje iona, u zatvorenom spremniku. Godine 1912. Victor Franz Hess stavio je elektrometar u balon, koji je podignuo na 5 300 metara, i otkrio je da se zračenje pojačalo za otprilike 4 puta nego na površini Zemlje.
Pojam kozmičke zrake stvorio je Robert Andrews Millikan, koji je dokazao da one dolaze izvan Zemljine atmosfere. Godine 1948. Gottlieb i Van Allen dokazali su da se primarne kozmičke zrake uglavnom sastoje od protona i nešto jezgri helija (alfa-čestice) i sasvim malim udjelom teških atomskih jezgri.

## Djelovanje kozmičkih zraka

### Promjene u atmosferi
Kozmičke zrake u atmosferi ioniziraju molekule dušika i kisika, što vodi do brojnih reakcija. Jedna od reakcija vodi do ozonskih rupa, ali taj udio je puno manji od utjecaja freona.

### Utjecaj na ljude
Kozmičke zrake čine udio godišnje radijacije na ljude. Na primjer, u Australiji je ukupno prirodno zračenje na ljude 2,3 miliSieverta, dok kozmičke zrake prosječno zrače na ljude 0,3 miliSieverta (13%).

### Utjecaj na elektroničke uređaje
Kozmičke zrake imaju dovoljno energije da izmijene stanje elemenata u elektroničkim integriranim krugovima, uzrokujući kratkotrajne greške, kao što je promjena podataka u radnoj memoriji ili kriva operacija procesora. To je veliki problem kod elektroničkih uređaja u satelitima. Kako tranzistori postaju sve manji i manji, sve više se pojavljuje sličan problem i na tlu Zemlje. Jedna studija tvtke IBM napravljene 1990., pokazala je da računala dožive jednu pogrešku uzrokovanu kozmičkim zrakama po 256 megabajta memorije i u jednom mjesecu. Da bi se ublažio taj problem, tvrtka Intel predložila je ugradnju detektora kozmičkih zraka, koji bi se mogli ugraditi u buduće male mikroprocesore, kako bi mogli ponoviti zadnju komandu, prije utjecaja kozmičke čestice.
Kozmičke zrake su nedavno osumnjičene za mogući uzrok avionske nesreće tvtke Qantas Airways, na linijskom putničkom zrakoplovu Airbus A330, koji je dva puta ponirao stotinjak metara, nakon nepravilnosti u radu kontrolnog sustava leta. Puno putnika i članova posade je ozlijeđeno, neki ozbiljno. Nakon nesreće, istražitelj je utvrdio da je kontrolni sustav leta primio oznaku na ekranu, koja se ne može objasniti, a da je cijeli sustav radio ispravno. To je ponukalo tvrtke u cijelom svijetu da dograde programe za putničke zrakoplove Airbus A330 i A 340, tako da oznake na ekranima budu filtrirane elektronski.

## Vanjske poveznice
|  | Zajednički poslužitelj ima još gradiva o temi Kozmičke zrake |